# Richard Henzel
Richard Henzel est un acteur américain né le 15 juin 1949.

## Filmographie

### Cinéma
- 1984 : La Machination : le paraplégique
- 1993 : Un jour sans fin : un des présentateurs radio
- 1993 : Thieves Quartet : Morgan Luce
- 1996 : Henry, portrait d'un serial killer : l'homme attaché au lit
- 1996 : Butch Camp : M. Pickwick
- 2008 : Top Job! : le narrateur motivant
- 2008 : The Express : W. Virginia Booster
- 2009 : The Letter : Dr Fitzgerald
- 2011 : The Amazing Cartwright : Alan Cartwright
- 2013 : Me vs. the Tooth Fairy : le narrateur
- 2013 : Expired : Grampa Snazzy
- 2018 : The Deadbeat : le narrateur

### Télévision
- 1979 : The Duke (1 épisode)
- 1991 : Britannica's Tales Around the World : plusieurs personnages (1 épisode)
- 1993 : Missing Persons : Tom Heilman (1 épisode)
- 1993 : Le Retour des Incorruptibles : Franklin Delano Roosevelt (1 épisode)
- 1994-1995 : Les Enquêtes extraordinaires : Michael O'Mara (2 épisodes)
- 1998-1999 : Demain à la une : M. Bancroft (2 épisodes)
- 2020 : Kevin Pollack's Zooming the Movies : plusieurs personnages (4 épisodes)

### Jeu vidéo
- 2000 : Scooby-Doo!: Showdown in Ghost Town : Gummy Bayer
- 2000 : Scooby-Doo!: Phantom of the Knight : Anziani le sorcier